# Maria de Lourdes Levy
Maria de Lourdes de Quinhones Levy (São Tomé e Príncipe, 25 de dezembro de 1921 — Lisboa, 27 de junho de 2015) foi uma médica portuguesa. Foi a segunda mulher a doutorar-se em medicina no país, em 1958, depois de Cesina Bermudes. Foi pioneira ao dedicar-se à medicina dos adolescentes, genética e pediatria social.
Professora catedrática na Universidade de Lisboa, exerceu o cargo de diretora do serviço de Pediatria do Hospital de Santa Maria.
Foi agraciada com o grau de Grande-Oficial da Ordem da Instrução Pública, que lhe foi entregue em 26 de fevereiro de 1992 pelo então Presidente da República Portuguesa, Mário Soares (1986-1996), com a medalha de prata do Ministério de Saúde e a medalha de Mérito da Ordem dos Médicos (2003), entre outras distinções.
Foi dirigente da Revista Portuguesa de Pediatria, duas vezes presidente da Sociedade Portuguesa de Pediatria, além de fundadora da Liga Portuguesa contra a Epilepsia, da Sociedade de Doenças Metabólicas e do Instituto de Apoio à Criança. Pertenceu ao Conselho das Ordens de Mérito Civil durante a presidência de Jorge Sampaio (1996-2006).